# M+
För konstmuseiprojektet i Hongkong, se M+ (konstmuseum)
M+ är en svensk musikgrupp bestående av Maria Chabo och Maria Josefson från Norrköping. De vann Lilla Melodifestivalen 2005 med sin egenskrivna poplåt Gränslös kärlek. 
M+ representerade Sverige i Junior Eurovision Song Contest 2005 i Hasselt, Belgien. De kom på 15:e plats, med 22 poäng. De fick poäng från två länder: Norge som gav 2 poäng och Danmark som gav 8 poäng. Alla deltagare fick 12 poäng från början så att ingen skulle kunna bli utan poäng. I idol 2006 tog sig Maria Chabo vidare till slutaudition, men åkte sedan ut. Båda gruppmedlemmarna studerar numera på högskolenivå, men håller fortfarande på med musik vid sidan av.
År 2009 anordnade radiostationen East Fm en omröstning med nya, lovande artister från Östergötland, där Maria Josefson fick flest röster med sin låt "I forgive you".[källa behövs]

## Historik
Gruppmedlemmarna bor i Norrköping och blev vänner i sjunde klass. De är mycket intresserade av musik och började sjunga och skriva låtar tillsammans. En dag skickade de låten "Gränslös kärlek" till SVT och blev vinnare i Lilla Melodifestivalen. 